# آرکولا (مینه‌سوتا)
آرکولا (به انگلیسی: Arcola) یک منطقهٔ مسکونی در ایالات متحده آمریکا است که در می تاونشیپ واقع شده است. آرکولا ۲۶۶٫۰۹ متر بالاتر از سطح دریا واقع شده است.